# K-573 Novossibirsk
Pour les articles homonymes, voir Novossibirsk.
Le Novossibirsk (pennant number : K-573) est un sous-marin nucléaire d'attaque de la Marine russe. C’est le troisième bateau de la classe Iassen. Des modifications considérables ont été apportées à la conception initiale. Les différences dans la conception sont apparues suffisantes pour le considérer comme une nouvelle version améliorée de la classe Iassen-M (en russe : Ясень-М). Le sous-marin porte le nom de la ville de Novossibirsk.

## Conception
Le projet de sous-marin a été développé dans le bureau d'études Malachite à Saint-Pétersbourg. La marine russe a déclaré que le sous-marin serait amélioré par rapport au Severodvinsk, le premier navire de la classe Iassen / Graney.
Par rapport au Severodvinsk, le Kazan (le deuxième bateau de la classe) et le Novossibirsk sont plus courts d’environ 12 m, ce qui entraîne la suppression du réseau de sonars de proue qui existe sur le premier bateau de la classe. Selon un analyste naval, l’intention était probablement de réduire les coûts de construction sans réduire de manière significative les capacités du sous-marin. Le Novossibirsk comprend également un réacteur nucléaire doté d’un nouveau système de refroidissement.

## Histoire
Le 21 août 2014, le navire a terminé les essais de sa coque sous pression dans le cadre de son processus de construction,.
Le Novosibirsk est sorti du hall de construction 25 décembre 2019, et a ensuite été mis à l’eau. Il a commencé ses essais en mer le 1er juillet 2021 et il devait rejoindre la flotte du Pacifique de la marine russe au 4e trimestre 2021,.
Le Novossibirsk a été mis en service dans la flotte du Pacifique le 21 décembre 2021, avec le sous-marin Knyaz Oleg. Le président russe Vladimir Poutine a assisté à la cérémonie par appel vidéo.
Le 19 septembre 2022, le Novossibirsk et le sous-marin Omsk ont lancé des missiles de croisière P-800 Oniks (SS-N-26 Strobile) et P-700 Granit (SS-N-19 Shipwreck) contre des cibles maritimes dans la mer des Tchouktches. Le 29 septembre, le sous-marin arrive à Petropavlovsk-Kamtchatski.